# Карло Ранкаті
Карло Ранкаті (італ. Carlo Rancati, 28 квітня 1940 — 22 листопада 2012) — італійський велогонщик.
Срібний призер Олімпійських Ігор 1964 року в командній гонці переслідування.
Срібний призер Чемпіонату світу з велоперегонів на треку 1964 року в командній гонці переслідування.